# Homalia baldwinii
Homalia baldwinii là một loài Rêu trong họ Neckeraceae. Loài này được (Müll. Hal.) Paris miêu tả khoa học đầu tiên năm 1900.